# Bozner Zeitung
Il Bozner Zeitung era un quotidiano in lingua tedesca pubblicato a Bolzano tra il 1842 e il novembre 1918.

## Storia
Concepito inizialmente come settimanale, dal 1864 uscì come quotidiano. Il nome del giornale cambiò più volte: da Bozner Wochenblatt (fino al 1849), Südtirolische Zeitung (fino al 1850), poi ancora Bozner Wochenblatt (fino al 1856), Constitutionelle Bozner Zeitung (fino al 1868) e infine Bozner Zeitung (fino alla cessazione delle pubblicazioni nel novembre 1918). Il Bozner Zeitung era il più antico foglio informativo in lingua tedesca del Tirolo meridionale e fu il capostipite della stampa liberale a Bolzano.
Fin dall'inizio l'orientamento politico della Bozner Zeitung è stato marcatamente liberale e anticlericale e, nonostante negli anni Sessanta e Settanta dell'Ottocento abbia avuto anche caporedattori ebrei come il boemo Jakob Straschnow o Josef Kafka, negli ultimi anni è stato anche in parte antisemita.
Nel 1894 fece la sua comparsa il suo principale concorrente, il più moderato Bozner Nachrichten.
Il giornale cessò le pubblicazioni nell'ottobre 1918, alla vigilia della vittoria italiana nella prima guerra mondiale.
Dal 1919 al 1922 fu pubblicata un'altra testata con il nome Bozner Zeitung, che fu boicottata dai lettori a causa dei suoi stretti legami con le nuove autorità italiane e cessò la pubblicazione nel 1922.